# Золото Рейна
«Зо́лото Ре́йна» (нем. Das Rheingold) — опера Рихарда Вагнера, пролог («предвечерие») цикла «Кольцо нибелунга».

## История создания
Германские сказания занимали Вагнера с юности. В конце 1840-х — начале 1850-х годов у композитора было четыре издания «Песни о Нибелунгах», и в период с 1844 по 1848 годы он взял много книг на похожие темы в Королевской библиотеке Дрездена. Но, по его собственным утверждениям, он никогда не видел возможности написать оперу о Зигфриде, опираясь только на «Песнь о Нибелунгах»: этот персонаж привлёк его благодаря изучению древнегерманских мифов. Немаловажно, что как раз в те годы знакомый Вагнера, Людвиг Эттмюллер (нем. Ludwig Ettmüller), которого Вагнер прозвал «Эдда-Мюллером», осуществил ряд публикаций исландских саг в собственном переводе с комментариями. Хотя во многих случаях композитор был знаком с мифологическими сюжетами только через посредство современных ему немецких исследователей. Кроме того, многие имена персонажей он изменил, чтобы сделать их «говорящими»: так, Водан стал у него Вотаном (ср. нем. Wut — гнев, ярость), к имени Фро (Fro) он добавил h (нем. Froh — радостный).
Работу над либретто «Кольца нибелунга» Вагнер начал осенью 1848 года. Первый план, Die Nibelungensage (Mythus), он набросал 4 октября. План этот содержал только восемь страниц, но в нём фактически были перечислены все основные вехи сюжета тетралогии. В тот момент, впрочем, задумана была только одна опера — «Смерть Зигфрида» (нем. Siegfrieds Tod), позже ставшая «Гибелью богов».
Затем два с половиной года Вагнер не возвращался к этим черновикам в связи с тяжёлым периодом в жизни — он был вынужден бежать из Дрездена в Швейцарию. Возобновил он работу над «Кольцом» в 1851 году, скорее всего, в связи с публикацией новых переводов эддических песен и большей части «Младшей Эдды», выполненных Карлом Зимроком. В мае того года Вагнер написал черновик либретто «Юноши Зигфрида» (нем. Der Junge Siegfried), позже просто «Зигфрида», а с ноября 1851 по май 1852 года, осознав необходимость ещё двух приквелов, писал либретто «Золота Рейна» и «Валькирии».
Для либретто композитор избрал систему аллитерации, подобной той, что была принята в исландских сагах, таких, как «Старшая Эдда», хотя он не следовал именно тем правилам, по которым слагались эддические песни.
Основным отличием получившегося в итоге либретто «Золота Рейна» от того, что было написано в набросках 1848 года, стало введение в сюжет ролей дочерей Рейна и Фрейи. Соответственно, появилась и тема исчезнувшей вечной молодости богов, отсутствовавшая в Die Nibelungensage.
Музыка «Золота Рейна» была написана в период с ноября 1853 по май 1854 года.

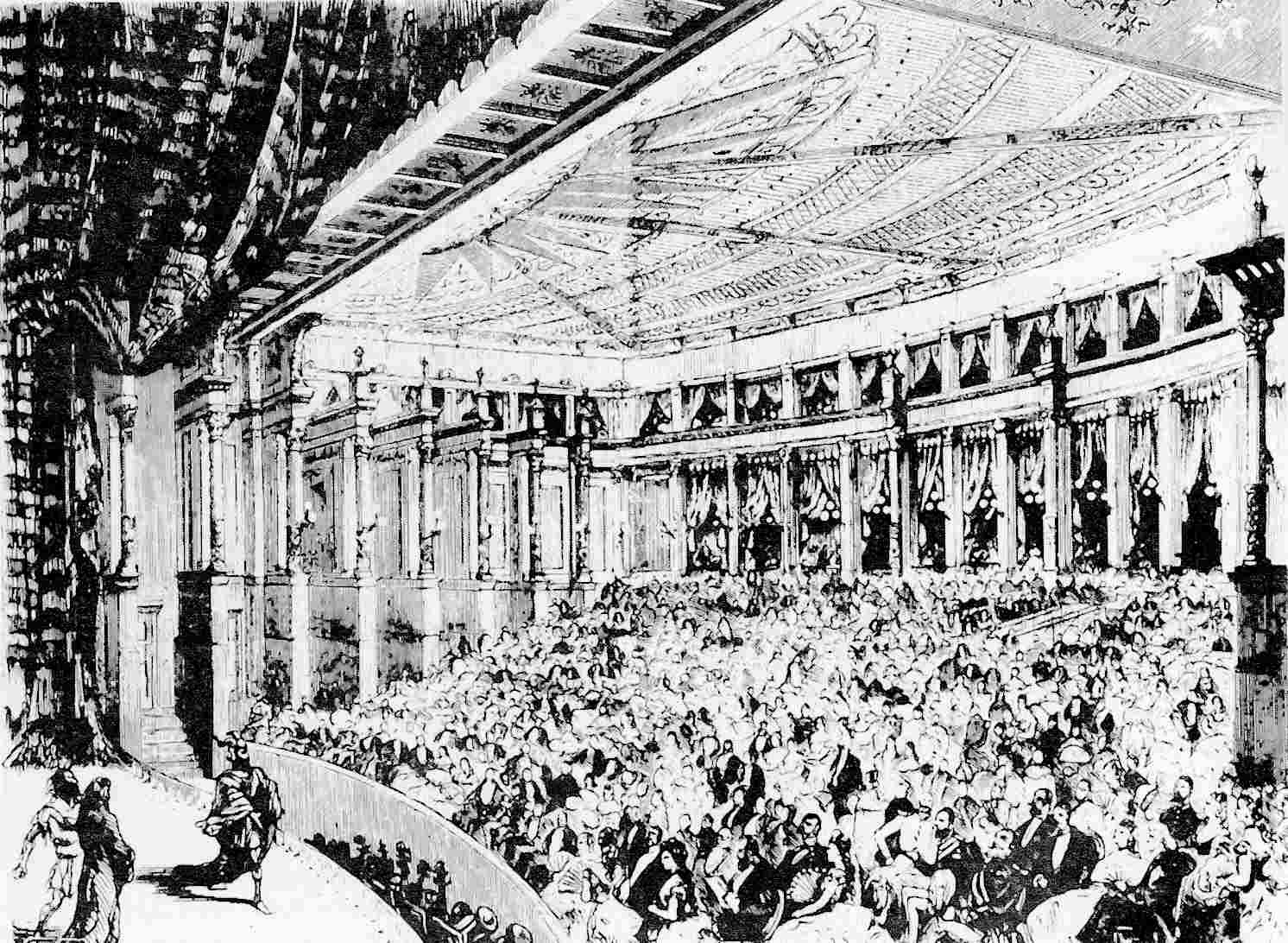
На премьере «Золота Рейна», 1876

## Премьера
Впервые опера была поставлена 22 сентября 1869 года в Мюнхене под управлением Франца Вюльнера; Вагнер остался недоволен этим, поскольку был убеждён, что тетралогия должна ставиться целиком, но этот замысел осуществился только в 1876 году на первом Байройтском фестивале: «Золото Рейна» была представлена 13 августа, дирижировал Ганс Рихтер.

## Действующие лица
| Партия       | Голос                     | Исполнитель на премьере 22 сентября 1869 (Дирижёр: Франц Вюлльнер) | Исполнитель на премьере цикла целиком 13 августа 1876 (Дирижёр: Ганс Рихтер) |
| Боги         | Боги                      | Боги                                                               | Боги                                                                         |
| ------------ | ------------------------- | ------------------------------------------------------------------ | ---------------------------------------------------------------------------- |
| Вотан        | бас-баритон               | Август Киндерманн                                                  | Франц Бетц                                                                   |
| Логе         | тенор                     | Генрих Фогль                                                       | Генрих Фогль                                                                 |
| Фрика        | меццо-сопрано             | Софи Штеле                                                         | Фридерика Грюн                                                               |
| Фрейя        | сопрано                   | Генриетта Мюллер                                                   | Мари Хаупт                                                                   |
| Доннер       | бас-баритон               | Карл Самуэль Хайнрих                                               | Ойген Гура                                                                   |
| Фро          | тенор                     | Франц Нахбаур                                                      | Георг Унгер                                                                  |
| Эрда         | контральто                | Эмма Зеехофер                                                      | Луиза Йайде                                                                  |
| Нибелунги    |                           |                                                                    |                                                                              |
| Альберих     | баритон                   | Карл Фишер                                                         | Карл Хилль                                                                   |
| Миме         | тенор                     | Макс Шлоссер                                                       | Макс Шлоссер                                                                 |
| Великаны     |                           |                                                                    |                                                                              |
| Фазольт      | бас-баритон               | Тони Петцер                                                        | Альберт Айлерс                                                               |
| Фафнер       | бас                       | Каспар Баузевайн                                                   | Франц фон Райхенберг                                                         |
| Дочери Рейна |                           |                                                                    |                                                                              |
| Воглинда     | сопрано                   | Анна Кауфман                                                       | Лилли Леман                                                                  |
| Вельгунда    | сопрано или меццо-сопрано | Тереза Фогль                                                       | Мари Леман                                                                   |
| Флосхильда   | меццо-сопрано             | Вильгельмина Риттер                                                | Минна Ламмерт                                                                |

### Боги

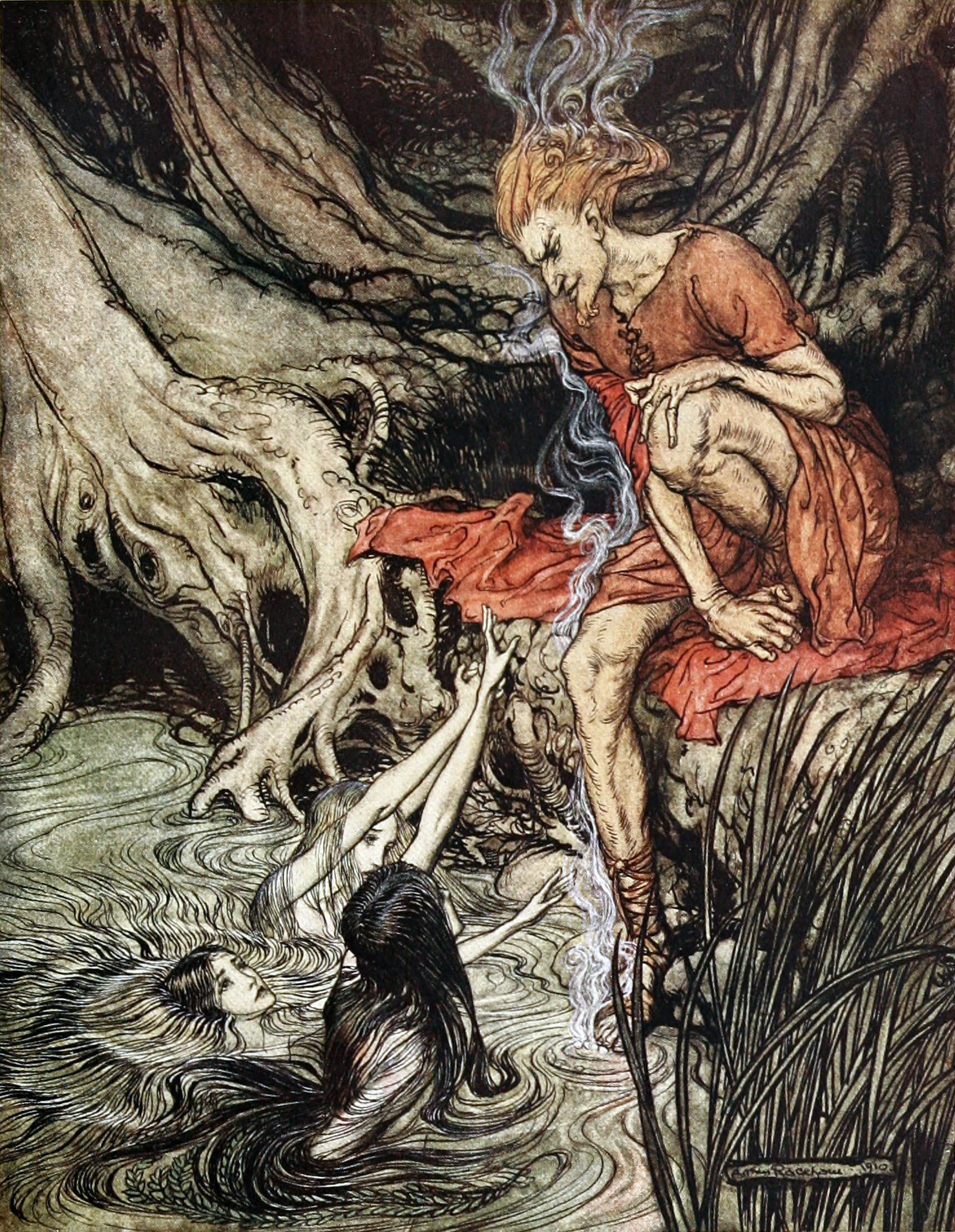
Логе и дочери Рейна. Иллюстрация Артура Рэкхэма

Имена и предназначение богов в целом соотносятся с их описанием, данным в «Младшей Эдде». Однако в некоторых случаях Вагнер создавал персонажей достаточно вольно. Так, мифологических прототипов Логе два — хитроумный полубог обмана Локи, один из самых известных героев обеих «Эдд», и персонифицированный огонь Логи, также неоднократно упоминающийся в староисландских текстах, один раз как противник Локи в состязании в еде. Образ Фрейи у Вагнера тоже создан на основе двух персонажей мифологии — богини любви и красоты Фрейи и богини юности Идун, в чьей корзине хранились волшебные золотые яблоки, возвращавшие богам молодость.

### Нибелунги
Слово «нибелунги» имело различные значения в средневековых сагах. Так, в «Песни о Нибелунгах», равно как и в «Саге о Тидреке Бернском», это могучий род людей-воителей. В Das Lied vom Hürnen Seyfrid, напротив, нибелунги — гномы, чьё название происходит от имени их предка Нибелунга. Возможно, Вагнер опирался именно на последнюю версию.
Образ Альбериха восходит к Альбриху из «Песни о Нибелунгах», могучему гному, прислужнику нибелунгских правителей, охранявшему сокровища. Также, вероятно, имя Альбериха — отсылка к имени гнома Альфрекра из «Саги о Тидреке», ловкого воришки.

### Великаны
В ранней версии либретто великанов звали Виндфарер и Рейффрост (возможно, это германизированные имена великанов из исландской мифологии, таких, как Виндсвалр или Хримнир). Затем они были переименованы в Фазольта и Фафнера. Персонаж Фафнера взят как из «Эдд», так и из «Саги о Вёльсунгах»; что касается Фазольта, его имя заимствовано из «Саги о Тидреке». Но Фазольд из «Саги о Тидреке» — не великан, а просто мужчина огромной силы. Вероятно, Вагнер выбрал это имя ради аллитерации с именем Фафнера.
Договор с великанами о постройке дома для богов взят Вагнером из сюжета «Младшей Эдды», где описано, как «пришёл к ним [богам] некий мастер [позже прямо названный великаном] и взялся построить за три полугодия стены … а себе выговаривал он Фрейю в жёны и хотел завладеть солнцем и месяцем … и сговорились с мастером … и все сошлись на том, что такой совет [заключить договор] дал не иначе, как Локи, сын Лаувейи, виновник всяческих бед».

### Дочери Рейна
Дочери Рейна — хранительницы волшебного золота на дне реки. Эти персонажи, хотя имеют под собой некоторую мифологическую и фольклорную основу, в целом созданы Вагнером. Их имена также придумал он, все они образованы от слов, означающих «вода», «волны». Изначально русалки должны были появиться только в «Гибели богов» как «вещие дочери водной глубины» (нем. weissagende Töchter der Wassertiefe). В Die Nibelungensage упомянуто, что у них лебединые крылья, затем Вагнер убрал эту деталь (очевидно, заимствованную из эддической «Песни о Вёлунде», в которой совмещены образы водяных духов и валькирий).
Возможными источниками вдохновения Вагнера при создании образов дочерей Рейна, кроме того, считаются «Сага о Тидреке» и «Песнь о Нибелунгах». В первом произведении Хёгни говорит с пришедшими из Рейна «водяными женщинами», а затем убивает двух из них, а во втором Хаген беседует с подобными вещими существами при переходе через Дунай.

## Краткое содержание

### Картина первая
В глубинах Рейна. Русалки Воглинда, Вельгунда и Флосхильда весело играют, не слишком заботясь об охране порученного им сокровища, золота Рейна. Неожиданно из-под земли появляется Альберих, уродливый карлик-нибелунг. Он домогается любви каждой из дочерей Рейна по очереди, но все они издевательски насмехаются над ним. Альберих пытается взять одну из них силой, однако они легко ускользают от него.
Занимается заря, луч солнца падает на вершину подводной скалы, и та начинает светиться — на ней спрятано золото Рейна. Русалки радостно восхваляют его блеск. Поражённый увиденным, Альберих прислушивается к болтовне русалок и узнаёт тайну золота: кто, отвергнув любовь, скуёт кольцо из этого золота, станет властелином мира. Хотя дочери Рейна должны хранить тайну сокровища, они не видят в Альберихе угрозы, ведь он больше всех желает любви, а значит, не способен украсть клад. Но жадный нибелунг проклинает любовь и беспрепятственно забирает золото («Bangt euch noch nicht?»; «Я вам смешон?») под отчаянные возгласы русалок.

### Картина вторая

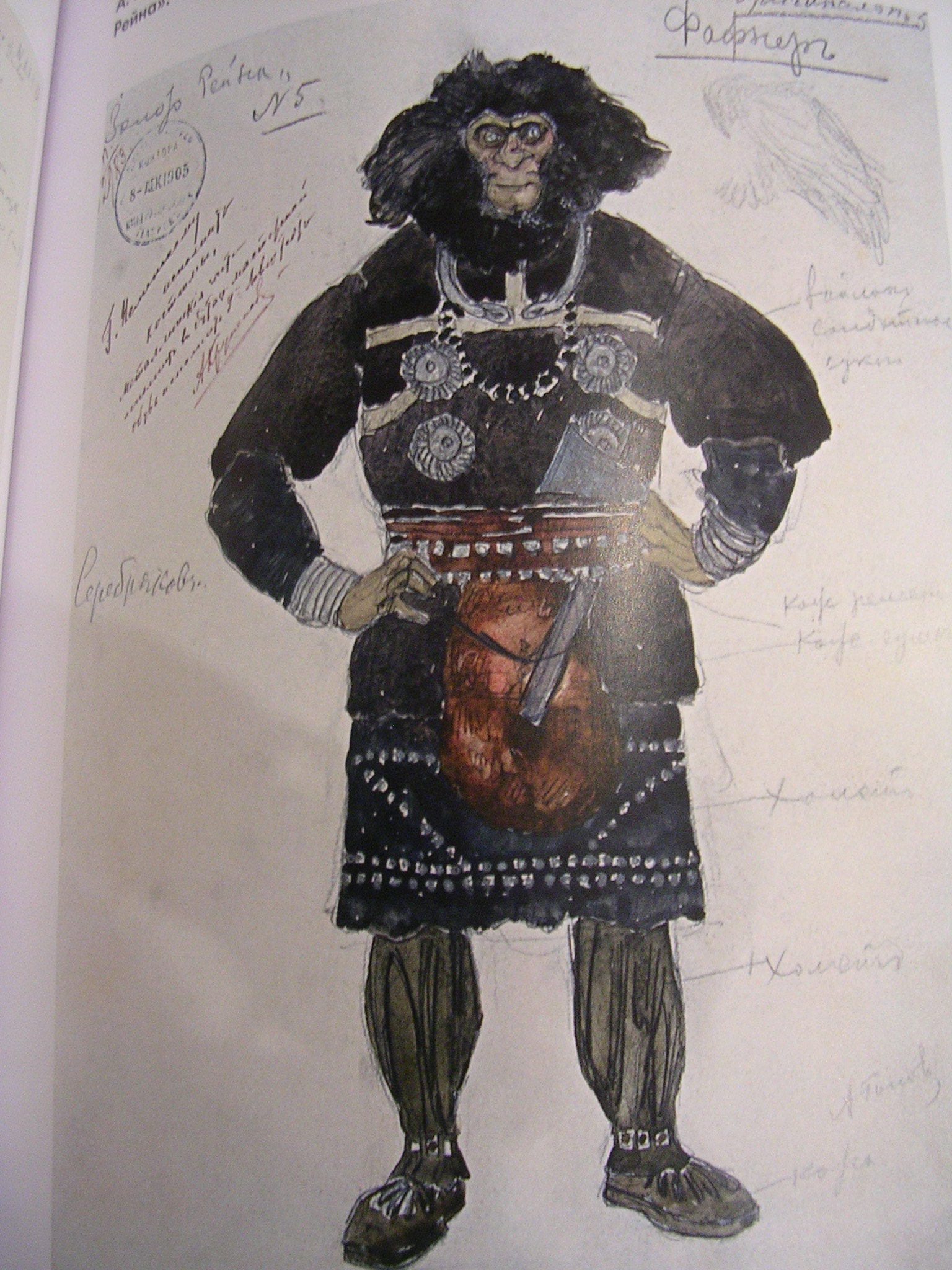
А. Я. Головин. Фафнер. Эскиз для постановки в Мариинском театре (1905)

Рассвет освещает зубчатые скалы и находящуюся вдалеке крепость, построенную для богов братьями-великанами Фазольтом и Фафнером. Одноглазый верховный бог Вотан, спящий в горной долине, и его жена Фрика просыпаются («Wotan, Gemahl! Erwache!»; «Вотан, проснись! Супруг мой!»).
Вотан гордо любуется великолепным замком, однако Фрика в тревоге: ведь великанам за постройку обещана в награду её сестра, прекрасная Фрейя, она же богиня юности. Вскоре в ужасе прибегает сама Фрейя, ища у сестры и Вотана защиты от приближающихся великанов. Вотан уверяет девушку, что отдавать её никто не собирается, к тому же её обещал вызволить из беды Логе, коварный бог огня. Вот только этот Логе что-то не торопится.
Появляются великаны, требуя свою плату за работу («Sanft schloss Schlaf dein Aug'»; «Сон твой сладок был»). Верховный бог тянет время, уверяя их, что отдать Фрейю он пообещал лишь в шутку, и предлагая выбрать что-нибудь другое взамен. Но великаны ни о чём другом и слышать не хотят. Фазольт влюблён во Фрейю, а Фафнер знает, что без золотых яблок из сада богини юности все её сородичи быстро состарятся и умрут. На помощь Фрейе прибегают её братья, бог радости и весны Фро и бог грома Доннер, и только вмешательство Вотана предотвращает кровопролитие.
Наконец появляется Логе. В ответ на настойчивые вопросы окружающих он рассказывает, что не сумел найти ни одного мужчину, кто бы променял на что-то женскую любовь («Immer ist Undank Loges Lohn»; «Вечно все неблагодарны мне»). Лишь Альберих отрёкся от любви ради колдовского золота и власти над миром.
Услышав о золоте Рейна, Фафнер убеждает брата согласиться взять сокровища Альбериха вместо Фрейи. Вотан, когда Фафнер сообщает ему об этом решении, громко возмущается: во-первых, золота Альбериха у него пока нет, во-вторых, он сам хотел бы завладеть магическим кольцом нибелунга. Тогда великаны берут Фрейю в заложницы, сказав, чтобы до вечера выкуп был готов, иначе богиня юности останется с ними навсегда.
Расставшись с ней, боги (не считая полубога Логе, не настолько зависимого от волшебных яблок) начинают стареть. Вотан и Логе спускаются в Нибельхейм, чтобы отнять у Альбериха золото.

### Картина третья
В глубоком подземном ущелье в кузницах работают гномы, порабощённые Альберихом. Брат Альбериха Миме сковал для него волшебный шлем, надев который, можно сделаться невидимым или превратиться в кого угодно. Сам Миме не знает, что за чары на этом шлеме, но чувствует, что они очень сильны, поэтому пытается спрятать шлем для себя. Разгадавший его замысел Альберих, став с помощью шлема невидимым, жестоко избивает брата.
Приходят Логе и Вотан. Миме рассказывает им о том, как страдают от тирании Альбериха нибелунги, вынужденные подчиняться волшебному кольцу. Вернувшийся Альберих заставляет гномов добывать и переплавлять огромное количество золота. Вотан и Логе узнают намерения Альбериха: завоевать весь мир, покорить людей и богов. Нибелунг расхваливает свой шлем и, после притворно недоверчивых слов Логе о подобном могуществе, превращается в дракона. Логе делает вид, что очень испугался, и просит превратиться во что-нибудь поменьше, прибавив, что малые размеры полезнее, когда надо скрыться от опасности. Когда карлик выполняет их просьбу, превращаясь в жабу, боги отнимают у него шлем, а самого его берут в плен.

### Картина четвёртая
Снова равнина среди скал, как во второй картине. Вотан и Логе приводят связанного Альбериха. Они требуют огромный выкуп за его свободу — всё золото, которое он успел добыть. При помощи волшебного кольца Альберих зовёт нибелунгов, которые приносят сокровища. Логе заставляет нибелунга отдать и волшебный шлем, а Вотан отнимает у него последний талисман — кольцо. Альберих в бессильной ярости изрыгает проклятие: пусть кольцо принесёт гибель его обладателю («Wie durch Fluch er mir geriet, verflucht sei dieser Ring!»; «Ты проклятьем был рождён, — будь проклят, перстень мой!»). Вотан не придаёт его словам значения.
Возвращаются великаны и Фрейя, а с ней юность богов. По требованию великанов боги осыпают Фрейю золотом, которое должно полностью покрыть богиню. Когда золота не хватает, в дело идёт шлем. Но из небольшой щели Фазольт всё ещё видит сияющий взор богини. Чтобы закрыть щель, Фафнер требует кольцо. Вотан отказывает ему, и великаны уже готовы забрать Фрейю навсегда. В этот миг из земной глубины выходит Эрда, богиня земли и мудрости. Она сурово упрекает Вотана, требуя, чтобы он отдал проклятое кольцо («Wie alles war, weiß ich»; «Всё, что прошло, я знаю»), и предрекая грядущую гибель богов. В конце концов, Вотан поддаётся на её уговоры и мольбы Фрики, Фро и Доннера: он расстаётся с кольцом. Великаны тут же вступают в схватку друг с другом за кольцо, Фафнер убивает Фазольта и удаляется с выкупом. Теперь Вотан видит силу проклятия Альбериха и понимает, что для богов наступают неспокойные времена. Доннер собирает тучи, и начинается гроза. Затем ударами молний он рассеивает тучи, и между скалой и великолепным сияющим замком Фро протягивает мост-радугу, Вотан радостно приветствует свою крепость, которую называет Валгаллой. Однако дочери Рейна, невидимые, просят вернуть им их золото, обвиняя бессмертных во лжи и малодушии. Боги торжественно направляются по мосту в свой новый чертог. Остаётся только Логе, который предсказывает скорый конец их власти («Ihrem Ende eilen sie zu»; «На погибель сами спешат»).

## Избранные аудиозаписи
(солисты даются в следующем порядке: Вотан, Логе, Альберих, Фазольт, Фафнер)
- 1937 — Дир. Артур Боданцки; солисты: Фридрих Шорр, Рене Мезон, Эдуард Хабих, Норман Кордон, Эмануэль Лист; оркестр театра «Метрополитен-опера».
- 1950 — Дир. Вильгельм Фуртвенглер; солисты: Фердинанд Франц, Йоахим Затлер, Алоиз Пернершторфер, Людвиг Вебер, Альберт Эммерих; оркестр театра «Ла Скала».
- 1953 — Дир. Йозеф Кайльберт; солисты: Ханс Хоттер, Эрих Витте, Густав Найдлингер, Людвиг Вебер, Йозеф Грайндль; оркестр Байрёйтского фестиваля.
- 1953 — Дир. Вильгельм Фуртвенглер; солисты: Фердинанд Франц, Вольфганг Виндгассен, Густав Найдлингер, Йозеф Грайндль, Готлоб Фрик; оркестр Римского радио (RAI).
- 1957 — Дир. Ханс Кнаппертсбуш; солисты: Ханс Хоттер, Людвиг Зутхаус, Густав Найдлингер, Арнолд ван Милл, Йозеф Грайндль; оркестр Байрёйтского фестиваля.
- 1958 — Дир. Георг Шолти; солисты: Джордж Лондон, Сет Сванхольм, Густав Найдлингер, Вальтер Креппель, Курт Бёме; Венский филармонический оркестр.
- 1966 — Дир. Карл Бём; солисты: Тео Адам, Вольфганг Виндгассен, Густав Найдлингер, Мартти Талвела, Курт Бёме; оркестр Байрёйтского фестиваля.
- 1967 — Дир. Герберт фон Караян; солисты: Дитрих Фишер-Дискау, Герхард Штольце, Золтан Келемен, Мартти Талвела, Карл Риддербуш; Берлинский филармонический оркестр.

## Избранные видеозаписи
(солисты даются в следующем порядке: Вотан, Логе, Альберих, Фазольт, Фафнер)
- 1980 — Реж. Патрис Шеро; дир. Пьер Булез; солисты: Дональд МакИнтайр, Хайнц Цедник, Херман Бехт, Матти Салминен, Фриц Хюбнер, оркестр Байройтского фестиваля;
- 2006 — Реж. Каспер Бех Холтен; дир. Микаэль Шёнвандт; солисты: Йохан Рейтер, Михаэль Кристиансен, Стен Бюрель, Стефен Миллинг, Кристиан Кристиансен; оркестр Королевского театра Дании;
- 2010 — Реж. Робер Лепаж; дир. Джеймс Ливайн; солисты: Брин Терфель, Ричард Крофт, Эрик Оуэнс, Франц-Йозеф Зелиг, Ханс-Петер Кёниг, оркестр Метрополитен-опера.